# Krzysztof Czuba
Krzysztof Marek Czuba (ur. 28 września 1977 w Krasnymstawie) – polski elektronik, doktor habilitowany nauk technicznych, specjalizujący się w technice mikrofalowej. Adiunkt na Wydziale Elektroniki i Technik Informacyjnych Politechniki Warszawskiej.

## Życiorys
Absolwent Wydziału Elektroniki i Technik Informacyjnych Politechniki Warszawskiej w 2002. W tym samym roku rozpoczął współpracę z ośrodkiem DESY w Hamburgu, gdzie uczestniczył w pracach nad mikrofalowymi i analogowymi urządzeniami sterującymi akceleratorem FLASH. Doktorem został w 2007 na podstawie anglojęzycznej pracy zatytułowanej System dystrybucji sygnału odniesienia dla projektów fizyki wielkich energii opartych na technologii TESLA, przygotowanej pod kierunkiem Janusza Dobrowolskiego. W 2008 został koordynatorem współpracy pomiędzy ośrodkiem DESY a Politechniką Warszawską. Habilitował się w 2020 na podstawie dotychczasowego dorobku naukowego oraz cyklu publikacji pt. Systemy synchronizacji i sterowania dla liniowych akceleratorów cząstek elementarnych. Na Wydziale Elektroniki i Technik Informacyjnych PW w Instytucie Systemów Elektronicznych pracuje od 2006, początkowo jako asystent, a od 2008 – adiunkt. W 2016 objął stanowisko zastępcy dyrektora tego instytutu ds. naukowych.
Publikował prace w czasopismach, takich jak „Bulletin of the Polish Academy of Sciences: Technical Sciences”, „Proceedings of SPIE” czy „Acta Physica Polonica”.